# Jan Piskurewicz
Jan Piskurewicz (ur. 1953) – historyk, historyk nauki i wychowania, profesor Uniwersytetu Kardynała Stefana Wyszyńskiego w Warszawie.

## Wykształcenie i funkcje akademickie
Ukończył XXIV Liceum Ogólnokształcące im. Cypriana Norwida w Warszawie, następnie studiował historię na Uniwersytecie Warszawskim. Od 1978 pracownik Instytutu Historii Nauki PAN (wcześniej Instytutu Historii Nauki, Oświaty i Techniki PAN). W latach 1993–1995 zastępca dyrektora Instytutu, a od 2007 kierownik Zakładu Historii Nauk Społecznych, Oświaty i Organizacji Nauki. W latach 1991–1993 kierował Wydziałem Współpracy ze Społecznymi Instytucjami Nauki w Komitecie Badań Naukowych. W latach 1998–2003 pracował w Centrum Badań Polityki Naukowej i Szkolnictwa Wyższego Uniwersytetu Warszawskiego. Od 2002 profesor zwyczajny Wydziału Nauk Pedagogicznych Uniwersytetu Kardynała Stefana Wyszyńskiego w Warszawie, członek Senatu i kierownik Katedry Historii Wychowania i Dziejów Oświaty.

## Członkostwo w korporacjach naukowych
Od 1991 członek Komitetu Kasy im.Józefa Mianowskiego – Fundacji Popierania Nauki i redaktor naczelny jej rocznika „Nauka Polska”. Członek korespondent Towarzystwa Naukowego Warszawskiego. Był stypendystą British Academy i Fundacji im. Lanckorońskich (dwukrotnie).

## Zainteresowania naukowe
Zajmuje się historią nauki w XIX i XX wieku w Polsce i w Europie, ze szczególnym uwzględnieniem powiązań nauki polskiej z nauką europejską.

## Ważniejsze prace
- Warszawskie instytucje społecznego mecenatu nauki w latach 1869-1906: Muzeum Przemysłu i Rolnictwa i Kasa imienia Mianowskiego, Wrocław - Gdańsk: Zakład Narodowy im. Ossolińskich 1990.
- Kasa imienia Józefa Mianowskiego Fundacja Popierania Nauki 1881-1991, oprac. red. oraz autorstwo "Zarysu historii Kasy im. Józefa Mianowskiego" Piotr Hübner, Jan Piskurewicz, Leszek Zasztowt, Warszawa: nakładem Kasy im. J. Mianowskiego 1992.
- W służbie nauki i oświaty. Stanisław Michalski (1865-1949),  Warszawa: Instytut Historii, Nauki, Oświaty i Techniki PAN 1993.
- Korespondencja Marii Skłodowskiej-Curie z uczonymi z Europy Środkowej i Wschodniej 1904-1934, pod red. J. Piskurewicza, Lublin: Wydawnictwo Uniwersytetu Marii Curie-Skłodowskiej 1998.
- Prima inter pares. Polska Akademia Umiejętności w latach II Rzeczypospolitej, Kraków: Polska Akademia Umiejętności 1998.
- Herbart znany i nieznany. W dwusetną rocznicę wydania Pedagogiki ogólnej pod red. nauk. Jana Piskurewicza i Dariusza Stępkowskiego, Warszawa: Wydawnictwo Salezjańskie - Wydawnictwo Uniwersytetu Kardynała Stefana Wyszyńskiego 2006.
- Między nauką a polityką.Maria Skłodowska Curie w laboratorium i w Lidze Narodów, Lublin: Wydawnictwo Uniwersytetu Marii Curie-Skłodowskiej 2007.
- Z ziemi włoskiej dla Polski.Artur Wołyński i jego działalność w Italii w drugiej połowie XIX wieku, Warszawa: Wydawnictwo Uniwersytetu Kardynała Stefana Wyszyńskiego 2012.